# Under the Rainbow
Under the Rainbow is een Amerikaanse filmkomedie van Orion Pictures uit 1981 geregisseerd door Steve Rash. De film werd gedistribueerd door Warner Bros. Het verhaal is in zeker opzicht een prequel van The Wizard of Oz waar filmstudio Metro-Goldwyn-Mayer op zoek gaat naar dwergen om de rollen van de "Munchkins" te spelen. De film werd slecht onthaald en flopte omdat er onder meer met visuele slapstick-achtige humor gespot wordt met de acteurs die daadwerkelijk aan dwerggroei lijden.

## Verhaal
De dwerg Rollo Sweet leeft in een opvangtehuis voor daklozen ergens in Kansas. Hij verwacht bericht van een filmproducent om een auditie te doen. De radio-ontvangst in het opvangtehuis is slecht, dus beklimt Rollo het dak om een reparatie aan de antenne uit te voeren waarbij hij valt.
Rolly krijgt positief bericht en reist naar Culver City in de staat Californië om via casting een rol als Munchkin te bemachtigen in de film The Wizard of Oz. In het hotel verblijven 150 dwergen, mensen van de filmstudio en anderen.
Door een misverstand belanden er geheime militaire documenten van de Nazi in het scenario van "The Wizard of Oz". Een huurmoordenaar moet een Australisch koppel vermoorden. Er lopen Duitse, Japanse en Amerikaanse spionnen om de aanslag te doen lukken/voorkomen en ook om de geheime militaire documenten in bezit te krijgen. Door dit alles ontstaan er meer een meer misverstanden en persoonsverwisselingen waardoor het verkeerde koppel vermoord wordt.
De Japanse spion en de huurmoordenaar doden elkaar. De Duitse spion Kriegling achtervolgt de hond van het adellijke koppel - omdat de geheime documenten in diens halsband verstopt zitten - en verstoort de opnames van de film Gone with the Wind. Kriegling komt in het bezit van de documenten en vlucht met een bus, maar crasht tegen een paardenkoets aangestuurd door Rollo.
Rollo wordt wakker in Kansas en beseft dat heel het gebeuren in Californië een droom was. Hij vertrekt enkele uren later daadwerkelijk naar de casting.

## Rolverdeling
| Acteur           | Personage      |
| ---------------- | -------------- |
| Chevy Chase      | Bruce Thorpe   |
| Carrie Fisher    | Annie Clar     |
| Eve Arden        | Gravin         |
| Joseph Maher     | Graaf          |
| Robert Donner    | Huurmoordenaar |
| Billy Barty      | Otto Krieglin  |
| Mako             | Nakomuri       |
| Cork Hubbert     | Rollo Sweet    |
| Pat McCormick    | Tiny           |
| Adam Arkin       | Henry Hudson   |
| Zelda Rubinstein | Iris           |
| Patty Maloney    | Rosie          |
| Peter Issacksen  | Homer          |
| Tony Cox         | hotelgast      |

## Nominaties en prijzen
| Westrijd                       | Categorie                       | Ontvanger(s) | Resultaat   |
| ------------------------------ | ------------------------------- | ------------ | ----------- |
| Golden Raspberry Awards 1981   | Slechtste acteur in een bijrol  | Billy Barty  | Genomineerd |
| Golden Raspberry Awards 1981   | Slechtste muziek                | Joe Renzetti | Genomineerd |
| Stinkers Bad Movie Awards 1981 | Slechtste acteur in een bijrol  | Billy Barty  | Genomineerd |
| Stinkers Bad Movie Awards 1981 | Most Intrusive Musical Score    | Joe Renzetti | Genomineerd |
| Stinkers Bad Movie Awards 1981 | Most Annoying Fake Accent: Male | Billy Barty  | Gewonnen    |

## Trivia
- Jerry Maren hernam zijn rol als Munchkin
- De film heeft veel overeenkomsten met "The Wizard of Oz" zoals
  - Het hoofdpersonage leeft in Kansas
  - Het verhaal speelt zich af in een droom
  - De droom is een gevolg van een ongeluk
  - De hoofdpersonages in die droom zijn personen uit Rollo's naaste omgeving